# Yash Johar
Pour les articles homonymes, voir Johar (homonymie).
Yash Johar (6 septembre 1929 – 26 juin 2004 à Mumbai, Inde) est un producteur de cinéma de Bollywood et fondateur de la société Dharma Productions.  Yash Uncle était un  gentleman producer. Il reçut lors des Zee Cine Awards de 2004 un Life Achievement Award et un immense hommage de toutes les stars de Bollywood.

## Carrière
Yash Johar a commencé sa carrière en 1952, en travaillant pour de grandes maisons de productions indiennes et occidentales, notamment avec Fritz Lang pour Le Tigre du Bengale et Le Tombeau hindou, ainsi qu’avec Sunil Dutt. Il est chargé ensuite de la production de la société de Dev Anand : Navketan Films où il produit Hare Ruma Hare Krishna.
Il fonde sa propre société Dharma Productions en 1976 et produit, entre autres, deux polars avec Amitabh Bachchan : Dostana en 1980 et Agneepath en 1990. La société reste en sommeil quelques années. Elle est relancée en 1996, lorsque Yash Johar y associe son fils Karan Johar en tant que réalisateur et scénariste de ses films. Les productions des Johar sont alors à chaque fois de grand succès populaires internationaux : Kuch Kuch Hota Hai en 1998, Kabhi Khushi Kabhie Gham en 2001 et Kal Ho Naa Ho en 2003, dernier film produit par Yash Johar.

## Productions
- 1980 : Dostana : producteur
- 1984 : Duniya : producteur
- 1987 : Muqaddar Ka Faisla : producteur
- 1990 : Agneepath : producteur
- 1993 : Gumrah : producteur
- 1994 : The Jungle Book : producteur associé
- 1998 : Duplicate : producteur
- 1998 : Kuch Kuch Hota Hai : producteur
- 2001 : Kabhi Khushi Kabhie Gham : producteur
- 2003 : Kal Ho Naa Ho : producteur